# U99 (潜水艦・2代)
U99は、第二次世界大戦中にドイツ海軍が運用したUボートⅦB型の一隻である。8回の出撃で計38隻、総トン数244,658トンもの連合国船舶を撃沈し、第二次世界大戦中で最も成功したUボートとして知られる。

## 概要
キールのゲルマニアヴェルフト造船所にて1939年3月31日に起工し、翌年3月12日に進水。オットー・クレッチマー少佐を艦長に迎え、キール（後にサン・ナゼール）を母校とする第7潜水隊群に配属された。U99は8回の出撃で計38隻、総トン数244,658トンもの連合国船舶を撃沈したが、1941年3月17日、HX112船団への攻撃中にイギリス駆逐艦「ウォーカー」に撃沈された。

## 戦歴
1940年4月から6月まで、U99はキールとサン・ナゼールを拠点に訓練を行った。

### 最初の出撃
6月18日、U99はノルウェー西方、北海での作戦のためにキールを出港した。ドイツ戦艦「シャルンホルスト」艦載の水上機Ar-196はU99をイギリス潜水艦と誤認し攻撃を行った。2日後、U99は2機の航空機に攻撃され、軽微な損害を受けた。U99は6月25日キールに帰港した。

### 2回目の出撃
アイルランド南西の哨戒のため、U99は6月27日にヴィルヘルムスハーフェンを出港。6月29日にイギリス軍機による攻撃を受けたために急速潜航を実施。それにより海底に衝突したU99は軽微な損傷を負った。
この哨戒でU99は6隻を撃沈、1隻を拿捕した。拿捕されたのはエストニアの貨物船「メリサール」(2136t)で、ニューオーリンズからアイルランドのコークまで木材を輸送していた。7月7日の「マニスティ」(5360t)への攻撃は、武装商船の反撃を受けたために中止された。7月8日、HX53船団への攻撃中にU99は100発以上の爆雷攻撃を受けたが、U99は無傷で7月21日に帰港した。
| 日時          | 船名           | 国籍         | トン数 | 状態 |
| ------------- | -------------- | ------------ | ------ | ---- |
| 1940年7月5日  | マゴッグ       | カナダ       | 2,053  | 沈没 |
| 1940年7月7日  | ビッセン       | スウェーデン | 1,514  | 沈没 |
| 1940年7月7日  | マニスティ     | イギリス     | 5,360  | 退避 |
| 1940年7月7日  | シーグローリー | イギリス     | 1,964  | 沈没 |
| 1940年7月8日  | ハンバーアーム | イギリス     | 5,758  | 沈没 |
| 1940年7月12日 | イア           | ギリシャ     | 4,860  | 沈没 |
| 1940年7月12日 | メリサール     | エストニア   | 2,136  | 拿捕 |
| 1940年7月18日 | ウッドバリー   | イギリス     | 4,434  | 沈没 |

参照:1940年7月の沈没船一覧

### 3回目の出撃
7月25日、U99はロリアンから北大西洋に向け出港した。この出撃で4席の商船が撃沈され、3隻が損害を受けた。31日にはOB191船団の護衛艦から20発の爆雷攻撃を受けたが損害はなかった。その日の夕方、U99は飛行艇からも攻撃を受けたが、これもU99に損害を与えるには至らなかった。U99は8月5日に帰港した。
| 攻撃日時      | 船名                 | 国籍       | トン数 | 状態 |
| ------------- | -------------------- | ---------- | ------ | ---- |
| 1940年7月28日 | オークランドスター   | イギリス   | 13,212 | 沈没 |
| 1940年7月29日 | クラン・メンジーズ   | イギリス   | 7,336  | 沈没 |
| 1940年7月31日 | ジャマイカプログレス | イギリス   | 5,475  | 沈没 |
| 1940年7月31日 | ジャーシーシティ     | イギリス   | 6,322  | 沈没 |
| 1940年8月2日  | アレクシア           | イギリス   | 8,016  | 損傷 |
| 1940年8月2日  | ルツェルナ           | イギリス   | 6,556  | 損傷 |
| 1940年8月2日  | ストリンダ           | ノルウェー | 10,973 | 損傷 |

参照:1940年7月の沈没船一覧 / 1940年8月の沈没船一覧

### 4回目の出撃
U99は9月4日にロリアンを出港、北大西洋に向かった。この出撃でU99は7隻の船舶を撃沈、9月25日に帰港した。U99は9月27日のロリアン空襲で小破した。
| 攻撃日時      | 船名                 | 国籍       | トン数 | 状態 |
| ------------- | -------------------- | ---------- | ------ | ---- |
| 1940年9月11日 | アルビオニック       | イギリス   | 2,468  | 沈没 |
| 1940年9月15日 | ケノルドック         | カナダ     | 1,780  | 沈没 |
| 1940年9月16日 | ロトス               | ノルウェー | 1,327  | 沈没 |
| 1940年9月17日 | クラウン・アラン     | イギリス   | 2,372  | 沈没 |
| 1940年9月21日 | バロン・ブリスウッド | イギリス   | 3,668  | 沈没 |
| 1940年9月21日 | エルムバンク         | イギリス   | 5,156  | 沈没 |
| 1940年9月21日 | インバースハノン     | イギリス   | 9,154  | 沈没 |

参照:1940年9月の沈没船一覧

### 5回目の出撃
10月13日、U-99は北西航路を哨戒するためロリアンを出港。SC7船団の6隻を撃沈、1隻に損害を与え、10月22日に帰港した。
| 攻撃日時       | 船名                   | 国籍       | トン数 | 状態 |
| -------------- | ---------------------- | ---------- | ------ | ---- |
| 1940年10月18日 | エンパイア・ミニヴァ   | イギリス   | 6,055  | 沈没 |
| 1940年10月18日 | フィスカス             | イギリス   | 4,815  | 沈没 |
| 1940年10月18日 | 二リトス               | ギリシャ   | 3,854  | 沈没 |
| 194010月19日   | クリトニア             | イギリス   | 3,106  | 損傷 |
| 194010月19日   | エンパイア・ブリゲード | イギリス   | 5,154  | 沈没 |
| 194010月19日   | スネフィールド         | ノルウェー | 1,643  | 沈没 |
| 194010月19日   | ツァリア               | ギリシャ   | 5,875  | 沈没 |

参照:1940年10月の沈没船一覧

### 6回目の出撃
U99は10月30日にロリアンを出港、北西航路に向かった。この出撃でU99は4隻を撃沈し、11月8日に帰港した。
| 攻撃日時      | 船名                   | 国籍         | トン数 | 状態 |
| ------------- | ---------------------- | ------------ | ------ | ---- |
| 1940年11月3日 | カサナーレ             | イギリス     | 5,376  | 沈没 |
| 1940年11月3日 | ローレンティック       | イギリス海軍 | 18,724 | 沈没 |
| 1940年11月4日 | パトロクルス           | イギリス海軍 | 11,314 | 沈没 |
| 1940年11月5日 | スコティッシュメイデン | イギリス     | 6,993  | 沈没 |

参照:1940年11月の沈没船一覧

### 7回目の出撃
U99は11月27日にロリアンを出港、北西航路に向かった。この出撃でU99は4隻を撃沈し、12月12日に帰港した。
| 攻撃日時      | 船名           | 国籍         | トン数 | 状態 |
| ------------- | -------------- | ------------ | ------ | ---- |
| 1940年12月2日 | フォーター     | イギリス海軍 | 16,402 | 沈没 |
| 1940年12月2日 | サムネンジャー | ノルウェー   | 4,276  | 沈没 |
| 1940年12月3日 | コンチ         | イギリス     | 8,376  | 沈没 |
| 1940年12月7日 | ファームスム   | オランダ     | 5,237  | 沈没 |

参照:1940年12月の沈没船一覧

### 8回目の出撃
U99は1941年2月22日にロリアンを出港、北西航路に向かった。最後となったこの出撃でU99は8隻を撃沈したが、自らも甚大な損害を被った。クレッチマーは降伏し艦を自沈させ、乗組員43名のうち3名を除く、40名が生存し捕虜となった。
| 攻撃日時      | 船名               | 国籍         | トン数 | 状態 |
| ------------- | ------------------ | ------------ | ------ | ---- |
| 1941年3月7日  | 'アセルビーチ      | イギリス     | 6,568  | 沈没 |
| 1941年3月7日  | テルジェヴィーケン | イギリス     | 20,638 | 沈没 |
| 1941年3月16日 | べデュイン         | ノルウェー   | 8,136  | 沈没 |
| 1941年3月16日 | フェーム           | ノルウェー   | 6,593  | 沈没 |
| 1941年3月16日 | フランシュ・コンテ | イギリス     | 9,314  | 損傷 |
| 1941年3月16日 | J・B・ホワイト     | カナダ       | 7,375  | 沈没 |
| 1941年3月16日 | コルシャム         | スウェーデン | 6,673  | 沈没 |
| 1941年3月16日 | ヴェネツィア       | イギリス     | 5,728  | 沈没 |

参照:1941年3月の沈没船一覧

## 最期
1941年3月17日、U99が最後の魚雷を発射しスウェーデン船「コルシャム」を撃沈した頃、当直士官がアイスランドの南東、北緯61度 西経12度 / 北緯61度 西経12度座標: 北緯61度 西経12度 / 北緯61度 西経12度の位置に駆逐艦を発見した。彼はクレッチマーの定めた手順に反して急速潜航を命じたが、潜航するとすぐにソナーに捕捉された。駆逐艦ウォーカーとヴァノックによる攻撃によりU99は甚大な損害を受け、浮上せざるを得なくなった。浮上するとすぐさま集中砲火がU99を襲った。クレッチマーはウォーカー艦長、ドナルド・マッキンタイアに"CAPTAIN TO CAPTAIN. I AM SUNKING. PLEASE RESCUE MY CREW."（U99艦長からウォーカー艦長へ。我が艦は現在沈没している。乗組員の救助を求む。）と通信を送り、艦を自沈させた。クレッチマーを含む乗組員40名が救出され捕虜となったが、機関士官1名と普通船員2名の計3名が犠牲となった。
この機関士官はU99の自沈を早め、イギリス軍による接収を防ぐために艦に戻り、調理室のハッチを開けている間に沈没に巻き込まれたのであった。

## U99が攻撃した船舶一覧
| 攻撃日時      | 船名                   | 国籍         | トン数 | 状態 |
| ------------- | ---------------------- | ------------ | ------ | ---- |
| 1940年7月5日  | マゴッグ               | カナダ       | 2,053  | 沈没 |
| 1940年7月7日  | ビッセン               | スウェーデン | 1,514  | 沈没 |
| 1940年7月7日  | マニスティ             | イギリス     | 5,360  | 退避 |
| 1940年7月7日  | シーグローリー         | イギリス     | 1,964  | 沈没 |
| 1940年7月8日  | ハンバーアーム         | イギリス     | 5,758  | 沈没 |
| 1940年7月12日 | イア                   | ギリシャ     | 4,860  | 沈没 |
| 1940年7月12日 | メリサール             | エストニア   | 2,136  | 拿捕 |
| 1940年7月18日 | ウッドバリー           | イギリス     | 4,434  | 沈没 |
| 1940年7月28日 | オークランドスター     | イギリス     | 13,212 | 沈没 |
| 1940年7月29日 | クラン・メンジーズ     | イギリス     | 7,336  | 沈没 |
| 1940年7月31日 | ジャマイカプログレス   | イギリス     | 5,475  | 沈没 |
| 1940年7月31日 | ジャーシーシティ       | イギリス     | 6,322  | 沈没 |
| 1940年8月2日  | アレクシア             | イギリス     | 8,016  | 損傷 |
| 1940年8月2日  | ルツェルナ             | イギリス     | 6,556  | 損傷 |
| 1940年8月2日  | ストリンダ             | ノルウェー   | 10,973 | 損傷 |
| 1940年9月11日 | アルビオニック         | イギリス     | 2,468  | 沈没 |
| 1940年9月15日 | ケノルドック           | カナダ       | 1,780  | 沈没 |
| 1940年9月16日 | ロトス                 | ノルウェー   | 1,327  | 沈没 |
| 1940年9月17日 | クラウン・アラン       | イギリス     | 2,372  | 沈没 |
| 1940年9月21日 | バロン・ブリスウッド   | イギリス     | 3,668  | 沈没 |
| 1940年9月21日 | エルムバンク           | イギリス     | 5,156  | 沈没 |
| 1940年9月21日 | インバースハノン       | イギリス     | 9,154  | 沈没 |
| 1940年11月3日 | カサナーレ             | イギリス     | 5,376  | 沈没 |
| 1940年11月3日 | ローレンティック       | イギリス海軍 | 18,724 | 沈没 |
| 1940年11月4日 | パトロクルス           | イギリス海軍 | 11,314 | 沈没 |
| 1940年11月5日 | スコティッシュメイデン | イギリス     | 6,993  | 沈没 |
| 1940年12月2日 | フォーター             | イギリス海軍 | 16,402 | 沈没 |
| 1940年12月2日 | サムネンジャー         | ノルウェー   | 4,276  | 沈没 |
| 1940年12月3日 | コンチ                 | イギリス     | 8,376  | 沈没 |
| 1940年12月7日 | ファームスム           | オランダ     | 5,237  | 沈没 |
| 1941年3月7日  | 'アセルビーチ          | イギリス     | 6,568  | 沈没 |
| 1941年3月7日  | テルジェヴィーケン     | イギリス     | 20,638 | 沈没 |
| 1941年3月16日 | べデュイン             | ノルウェー   | 8,136  | 沈没 |
| 1941年3月16日 | フェーム               | ノルウェー   | 6,593  | 沈没 |
| 1941年3月16日 | フランシュ・コンテ     | イギリス     | 9,314  | 損傷 |
| 1941年3月16日 | J・B・ホワイト         | カナダ       | 7,375  | 沈没 |
| 1941年3月16日 | コルシャム             | スウェーデン | 6,673  | 沈没 |
| 1941年3月16日 | ヴェネツィア           | イギリス     | 5,728  | 沈没 |